# Michael Mando
Michael Mando (Québec, 13 luglio 1981) è un attore canadese.
È noto per il suo iconico ruolo di Vaas Montenegro, uno dei principali antagonisti del videogioco Far Cry 3,  e quello di Nacho Varga nella serie televisiva Better Call Saul. Ha inoltre interpretato Victor “vic” Schmidt in Orphan Black.
La sua lingua madre è il francese del Québec, ma grazie alle sue origini messicane parla bene anche lo spagnolo, oltre all'inglese.

## Biografia
Viene cresciuto dal padre, ed è il figlio di mezzo di tre fratelli. La famiglia viaggia molto: vive in più di 10 città, 4 continenti e 37 case diverse prima di raggiungere i venticinque anni. 
Si iscrive alla facoltà di relazioni internazionali presso l'Università di Montreal, prima di scoprire le arti dello spettacolo con il programma Teatro Dome del Dawson College nel 2004. Dopo la laurea, Steven W. Lecky, il presidente del programma, dichiara che Michael è "uno dei migliori talenti ad emergere dal programma negli ultimi 25 anni".

## Carriera
Appare nelle serie The Bridge, Bloodletting & Miraculous Cures, The Border e Lost Girl. Collabora spesso con i registi John Fawcett ed Eric Canuel e il produttore David Barlow.
Nel 2012 recita nel videogioco Far Cry 3, nei panni del "cattivo" Vaas Montenegro, antagonista vizioso e contorto che è diventato l'emblema principale del videogioco. Recita nella serie web The Far Cry Experience, in cui interpreta Vaas.
Dal 2012 fa parte del cast della prima stagione della serie televisiva di fantascienza Orphan Black, dove Interpreta Vic.
A partire dal 2015 interpreta Nacho Varga nella serie televisiva Better Call Saul, spin-off di Breaking Bad.
Nel 2017 ha partecipato al film del Marvel Cinematic Universe Spider-Man: Homecoming in cui interpreta Mac Gargan, ruolo che poi ha ripreso dieci anni dopo nel film Spider-Man: Brand New Day (2026), dove qui finalmente diventerà il supercriminale Scorpione.

## Filmografia parziale

### Attore

#### Cinema
- The Colony, regia di Jeff Renfroe (2013)
- Elysium, regia di Neill Blomkamp (2013) – non accreditato
- Spider-Man: Homecoming, regia di Jon Watts (2017) – cameo
- Operazione Hummingbird - È tutto appeso a un filo (The Hummingbird Project), regia di Kim Nguyen (2018)
- Spider-Man: Brand New Day, regia di Destin Daniel Cretton (2026)[4]

#### Televisione
- The Border - serie TV, 2 episodi (2008-2010)
- Flashpoint - serie TV, 1 episodio (2009)
- Lost Girl - serie TV, 1 episodio (2010)
- King - serie TV, 1 episodio (2011)
- Psych - serie TV, 1 episodio (2012)
- The Killing - serie TV, 1 episodio (2012)
- The Listener - serie TV, 1 episodio (2013)
- Rookie Blue - serie TV, 1 episodio (2013)
- Covert Affairs - serie TV, 1 episodio (2013)
- Orphan Black - serie TV, 9 episodi (2013-2014)
- Better Call Saul - serie TV, 33 episodi (2015-2022)

### Doppiatore

#### Videogiochi
- Far Cry 3 (2012)
- The Far Cry Experience (2012)

## Riconoscimenti
- Screen Actors Guild Award
  - 2019 – Candidatura per il miglior cast in una serie drammatica per Better Call Saul
  - 2021 – Candidatura per il miglior cast in una serie drammatica per Better Call Saul

## Doppiatori italiani
Nelle versioni in italiano delle opere in cui ha recitato, Michael Mando è stato doppiato da:
- Paolo Vivio in Orphan Black
- Riccardo Scarafoni in Better Call Saul
- Luca Ghignone in The Colony
- Gianluca Cortesi in Operazione Hummingbird - E' tutto appeso a un filo

Da doppiatore è stato sostituito da:
- Francesco Mei in Far Cry 3